# Turki bin Faysal Al Sa'ud
Turkī bin Fayṣal Āl Saʿūd (in arabo تركي الفيصل بن عبد العزيز آل سعود‎?; La Mecca, 15 febbraio 1945) è un principe e diplomatico saudita, membro della famiglia reale Āl Saʿūd.

## Primi anni di vita e formazione
Il principe Turki è nato il 15 febbraio 1945 a La Mecca. Egli è l'ottavo e più giovane del defunto re Faysal e di Iffat Al-Thunayan che è deceduta il 17 febbraio 2000. È fratello germano dei principi Mohammed e Sa'ud e delle principesse Lolowah, Sara e Haifa.
Il principe ha ricevuto l'educazione primaria e parte della secondaria presso una scuola di Ta'if costruita dai suoi genitori. Quando aveva quattordici anni, suo padre lo mandò a Princeton, nel New Jersey, per completare l'istruzione secondaria presso la Lawrenceville School, in cui si è diplomato nel 1963. Ha poi frequentato la Edmund A. Walsh School of Foreign Service presso l'Università di Georgetown e si è laureato del 1968 insieme al futuro presidente degli Stati Uniti Bill Clinton. Turki ha frequentato alcuni corsi post laurea di legge islamica e giurisprudenza nelle università di Princeton, Cambridge e Londra.

## Carriera iniziale
Dopo il ritorno in patria, nel 1973, Turki è stato nominato consigliere presso la Corte Reale.

## Direttore Generale dell'Intelligence
Il principe Turki ha iniziato la sua carriera politica come vice di suo zio, Kamal Adham, e poi come suo successore a capo della Direzione Generale dell'Intelligence, carica che ha ricoperto per 23 anni, dal 1979 fino a 10 giorni prima degli attentati dell'11 settembre 2001.
Ha preso parte all'organizzazione dell'operazione militare che ha portato allo sgombero dei terroristi che occupavano la Grande Moschea de La Mecca, durante il sequestro del novembre-dicembre 1979. Le dimissioni del principe Turki sono arrivate inaspettate in quanto il 24 maggio 2001 il suo mandato era stato prorogato per altri quattro anni. È stato sostituito il 1º settembre 2001, dieci giorni prima degli attentati negli Stati Uniti, con Nawwaf bin Abd al-Aziz Al Sa'ud. Il Wall Street Journal ha riportato in seguito: "La rimozione del principe e la sua connessione con i talebani solleva la domanda: sapeva il regime saudita che Osama bin Laden stava progettando il suo attacco contro gli Stati Uniti ?"
Dopo l'ictus che ha colpito re Fahd nel 1995, il principe Turki ha avuto un disaccordo con il principe Abd Allah, che non voleva essere informato da lui.

### Rapporti con Osama bin Laden e Al-Qaida
Sia i servizi segreti sauditi, sia quelli pakistani che la CIA hanno finanziato i mujaheddin, gruppi guerriglieri che combattevo i sovietici nell'invasione dell'Afghanistan. Turki ha incontrato bin Laden nei primi mesi del 1990, quando era interessato a combattere il regime comunista dello Yemen del Sud. La sua agenzia di intelligence teneva sotto accorato controllo bin Laden sin dall'inizio della sua ascesa.
Nel 1993, Turki ha contribuito alla mediazione tra le fazioni in Afghanistan. All'inizio del 1996, il Sudan ha offerto di estradare bin Laden in Arabia Saudita. Il presidente Clinton lo ha invitato ad accettare l'offerta e a condannare rapidamente a morte il terrorista. L'Arabia Saudita ha rifiutato la richiesta e bin Laden ha lasciato il Sudan per l'Afghanistan.
Il periodico francese Paris Match ha falsamente dichiarato che la relazione tra il principe e il terrorista è continuata anche dopo. Nel dicembre 2004, Turki ha accettato le scuse dalla rivista Paris Match che aveva affermato che il principe era coinvolto nell'organizzazione degli attentati.
Nel 2002, il principe Turki è stato citato insieme ad altri funzionari sauditi in una causa multi-miliardaria dalle famiglie delle vittime dell'11 settembre, che sostenevano che lui e altri principi sauditi, banche e associazioni di beneficenza potrebbero aver finanziato i terroristi coinvolti nell'attacco. Il suo coinvolgimento è stato anche fortemente implicato nel documentario di Michael Moore Fahrenheit 9/11. Un giornalista del Baltimore Chronicle ha sostenuto che era volato fuori dagli Stati Uniti poco dopo gli attacchi terroristici, ma tali affermazioni sono scomparse nelle versioni successive di questo articolo. Il principe Turki ha descritto Fahrenheit 9/11 come "gravemente iniquo" nei confronti dei sauditi.
Il principe Turki sostiene di non aver avuto alcun contatto con bin Laden dai tempi dell'invasione del Kuwait dell'agosto 1990. Egli sostiene di aver segretamente negoziato con il leader dei talebani Mohammed Omar nel 1998, nel tentativo di ottenere l'estradizione di bin Laden in Arabia Saudita, ma che il negoziato non ha avuto successo. In un'intervista del novembre 2001, Turki ha espresso il suo sostegno all'operazione statunitense in Afghanistan contro i talebani e Al-Qaida. Nel dicembre 2004, Turki ha ricevuto un risarcimento danni per diffamazione a Paris Match per le sue affermazioni sui suoi legami con gli attacchi. Nel 2005, un giudice federale degli Stati Uniti ha stabilito che i funzionari sauditi, Turki compreso, erano immuni dalla querela. Il principe ha severamente criticato Al-Qaida, definendola un "culto malvagio".
Tuttavia, continuano a piovere accuse sul principe: in una dichiarazione giurata depositata in tribunale il 3 febbraio 2015, si sostiene che Zakariyya Musawi fungeva da corriere tra bin Laden e il principe Turki alla fine del 1990, molto tempo dopo l'interruzione dei rapporti dichiarata dal principe. Il governo saudita continua a negare ogni coinvolgimento e sostiene che non vi è alcuna prova a sostegno delle affermazioni di Moussaoui, sottolineando che proprio gli avvocati dell'uomo hanno presentato le prove della sua incompetenza mentale durante il suo processo.

## Ambasciatore presso la Corte di San Giacomo a Londra
Il principe Turki è stato nominato ambasciatore presso la Corte di San Giacomo a Londra e l'Irlanda nel gennaio 2003. Ha mantenuto l'incarico fino al 2005 ed era molto rispettato dai diplomatici britannici.

## Ambasciatore negli Stati Uniti

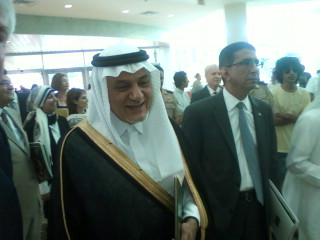
Il principe Turki come ambasciatore negli Stati Uniti.

Nel luglio 2005, è stato annunciato che Turki sarebbe succeduto al principe Bandar bin Sultan come ambasciatore saudita negli Stati Uniti. Ha servito dal luglio 2005 all'11 dicembre 2006; gli è succeduto Adel al-Jubeir.
Il principe Turki ha trascorso molto del suo tempo come ambasciatore negli Stati Uniti, in giro per il paese, visitando 37 stati. Turki ha sostenuto che gli Stati Uniti devono impegnarsi in colloqui diretti con l'Iran, ma altri, tra cui alti funzionari sauditi e il principe Bandar bin Sultan, credevano che il presunto programma nucleare dovesse essere fermato anche con un'azione militare.
Ha sostenuto anche che la questione israelo-palestinese, e non l'Iran, fossero più importanti per gli Stati Uniti e ha invitato l'amministrazione Bush a rilanciare il processo di pace. Egli ha anche sostenuto che la diplomazia con l'Iran era il modo migliore per evitare problemi. Al governo però non piaceva la sua posizione e ha reso difficile per lui organizzare visite alla Casa Bianca. Quest'ultima infatti preferiva l'approccio più aggressivo proposto da Bandar.

### Dimissioni
Le molte visite del principe Bandar alla Casa Bianca hanno minato la posizione e gli obbiettivi del principe Turki, il cui impegno è stato indebolito anche a causa di taglio alle spese nei finanziamenti all'ambasciata e al suo programma di pubbliche relazioni. D'altra parte, ci sono stati conflitti interni sulla posizione da mantenere sull'Iraq e che hanno generato tensioni tra Turki e altri membri anziani della famiglia reale.
Turki si è offeso del fatto di non essere stato invitato a partecipare a un incontro tra il suo re e l'allora vice presidente statunitense Dick Cheney a Riad, un'omissione insolita per i vertici sauditi. Inoltre, il fratello di Turki e ministro degli affari esteri Sa'ud, non ha scritto un resoconto dell'incontro da consegnare al principe.
È stato segnalato che re Abd Allah preferiva Bandar bin Sultan come suo intermediario con Washington, nonostante le proteste di Turki. Egli si è bruscamente dimesso all'inizio di dicembre del 2006, dopo 15 mesi di mandato. Il suo predecessore, Bandar bin Sultan, aveva mantenuto l'incarico per 22 anni. Il principe è tornato in patria nel gennaio 2007 dopo l'Hajj per annunciare formalmente la sua partenza. Alcuni analisti sostengono che con tale decisione ha intenzionalmente attirato l'attenzione. Il principe ha affermato che voleva trascorrere del tempo con la famiglia. Le sue dimissioni sono state inizialmente riportate dal Washington Post e non dalla corte reale o da fonti ufficiali. Turki si è ritirato dai pubblici uffici nel febbraio 2007.

## Fondazione Re Faysal e Centro per la Ricerca e gli Studi Islamici Re Faysal
Poco dopo la scomparsa del padre, il principe Turki e i suoi fratelli hanno istituito la Fondazione Re Faysal con l'obbiettivo di investire nell'istruzione in Arabia Saudita.
Come presidente del Centro per la Ricerca e gli Studi Islamici Re Faysal, il principe Turki ha affermato che i politici americani devono essere coraggiosi contro la demagogia. Egli ha lodato gli sforzi del suo paese in materia di istruzione e ritiene che i sauditi possono avere successo solo attraverso l'educazione. Ha visitato l'India nel dicembre 2011.

## Altre posizioni

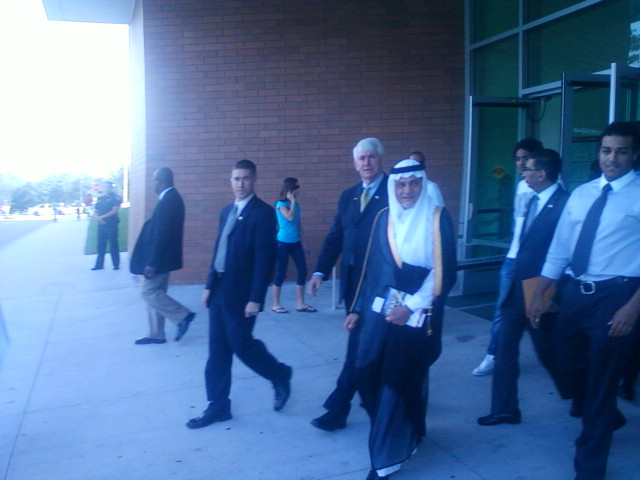
Il principe Turki lascia l'Università della Florida Meridionale dopo aver tenuto una breve lezione sulla storia dell'Arabia Saudita.

Il principe Turki bin Faysal fa parte della Commissione internazionale per la non proliferazione nucleare e il disarmo. È vice presidente dell'Autorità saudita per l'aviazione civile, dell'Autorità generale dell'aviazione civile per le organizzazioni internazionali ed è stato eletto primo vice presidente dell'ufficio regionale Asia-Pacifico del Consiglio internazionale degli aeroporti.
Ha insegnato alla School of Foreign Service dell'Università di Georgetown. Egli è anche co-presidente del gruppo C-100, affiliato al Forum economico mondiale. Il C-100 incoraggia il dialogo interreligioso e la comprensione interculturale.
Ha visitato molte università americane e ha tenuto conferenze sulla storia dell'Arabia Saudita per migliorare le relazioni tra l'Occidente e il regno. Ha anche visitato la University of South Florida, l'Università di Syracuse, l'Università Rice, la Cornell University e l'Università di Harvard. Nel novembre 2010, ha parlato al Carnegie Endowment for International Peace.
È considerato uno dei migliori oratori del regno.

## Vita personale
Il principe Turki è sposato con Nouf bint Fahd bin Khalid Al Sa'ud, dalla quale ha avuto sette figli: Faysal, Muneera, Noura, Abd al-Aziz, Sa'ud, Mishail, e Mudhi. Abd al-Aziz ha vinto il secondo turno della Coppa Porsche del Medio Oriente. Noura invece è vicepresidente assistente del consiglio di amministrazione e supervisore generale dell'Università Effat e della Scuola Dar Al Hanan. Nel corso di un evento tenutosi alla University of South Florida, ha ricordato che i suoi nipoti a volte gli fanno domande sull'Islam.
Di persona, il principe Turki è stato descritto come l'antitesi di Bandar bin Sultan essendo pacato e con sangue freddo. Egli è uno dei principi sauditi più istruiti.

## Salute
Alcuni di coloro che lo conoscono affermano che il principe Turki soffre ancora di problemi dovuti ad un avvelenamento da monossido di carbonio di cui ha sofferto quando ha soggiornato in un camper in un viaggio nel deserto verso la metà degli anni '80.

## Premi
Il principe ha ricevuto la medaglia del Forum Crans Montana. Nel 2010, ha ricevuto un dottorato honoris causa in giurisprudenza dall'Università dell'Ulster in Irlanda del Nord e nel 2015 una laurea honoris causa in studi mediorientali dall'Università Internazionale degli Studi di Shanghai.